# 周河乡
周河乡，是中华人民共和国河南省信阳市新县下辖的一个乡镇级行政单位。

## 行政区划
周河乡下辖以下地区：
周河村、柳铺村、毛铺村、冯楼村、余冲村、付冲村、西河村、汤冲村、熊湾村、九龙村和王边村。

## 中国传统村落
2013年8月，毛铺村楼上楼下村被评为第二批中国传统村落。